# Лавриневцы
Лавриневцы (укр. Лавринівці) — село в Шепетовском районе Хмельницкой области Украины.
Население по переписи 2001 года составляло 291 человек. Почтовый индекс — 30447. Телефонный код — 3840. Занимает площадь 98 км². Код КОАТУУ — 6825588003.

## Местный совет
30447, Хмельницкая обл., Шепетовский р-н, с. Старые Бейзимы